# 1 Pułk Piechoty „Obrony Pragi”
1 Pułk Piechoty Obrony Pragi (1 pp „Obrony Pragi”) – oddział piechoty Wojska Polskiego, improwizowany w trakcie kampanii wrześniowej. Nieistniejący w czasie pokoju.
Sformowany w Ośrodku Zapasowym 28 Dywizji Piechoty w Warszawie z nadwyżek mobilizacyjnych 36 pułku piechoty Legii Akademickiej i innych pododdziałów przydzielonych do formowanego pułku. Podporządkowany Dowództwu Obrony Warszawy i skierowany na odcinek Warszawa „Wschód” (Praga).

## Formowanie pułku
1 pułk piechoty Obrony Pragi sformowany w okresie od 3 do 5 września 1939 roku pod dowództwem ppłk. Stanisława Miliana. W skład pułku weszły:
- I batalion piechoty sformowany z batalionu marszowego 36 pp LA,
- II/94 pp rez.  jako II batalion pułku
- III batalion piechoty sformowany z nadwyżek OZ 28 DP (uzupełniony po 12 IX żołnierzami 36 pp LA, którzy przedarli się do Warszawy z okolic Brwinowa).

Bataliony I i III nie posiadały początkowo etatowej ilości broni, w tym ciężkiej przewidzianej dla etatowego batalionu piechoty. Pododdziały pułkowe niepełne z brakami w sprzęcie łączności, kwatermistrzowskim i pionierskim.

## Działania bojowe 1 pp Obrony Pragi
Pułk od 7 września objął pododcinek północny na przedmościu praskim. W okresie od 7 do 13 września ppłk S. Milian dowodził pododcinkiem „Praga–Północ”. Pułk poszczególnymi batalionami bronił Bródna, Golędzinowa i Zacisza. Od 14 września 1 pułk praski bronił dzielnic w II linii obrony w rejonie ulic Stalowej, 11-go Listopada, rejon Śliwic, Dworca Wileńskiego i Dworca Wschodniego. Pułk pełnił służbę na tyłach 20 Dywizji Piechoty zabezpieczając służbę patrolową, wartowniczą na terenie Pragi. Podlegał dowódcy zgrupowania 20 DP płk dypl. Wilhelmowi Lawiczowi. Wybrane pododdziały wykonywały wypady na linie obrony wroga np. 18 września zlikwidowano placówkę niemiecką na wale wiślanym koło Żerania. W dniu 19 września pułk liczył 150 oficerów, 4253 podoficerów i szeregowych. Zakończył działania bojowe 28 września 1939 roku wraz z kapitulacją stolicy.

## Obsada dowódcza 1 Pułku Piechoty Obrony Pragi[3]
- dowódca pułku – ppłk Stanisław Milian
- I adiutant pułku – kpt. Eustachiusz König
- II adiutant pułku – por. rez. Jerzy Fickowski
- oficer informacyjny – ppor. piech. rez. Wiktor Ludwik Pogorzelski[4]
- dowódca kompanii zwiadu – por. Piotr Ludomir Wasilewski
- dowódca plutonu pionierów – ppor. rez. Teodozy Chełmicki
- dowódca plutonu pgaz. – ppor. rez. Samuel Przedborski
- dowódca plutonu artylerii piechoty 3 batalionu strzelców – por. Henryk Szefer
- dowódca I batalionu – mjr Franciszek Julian Znamirowski
  - dowódca 1 kompanii strzeleckiej – por. rez. Władysław Kwiatkowski
  - dowódca 2 kompanii strzeleckiej – por. rez. Józef Wojas
  - dowódca 3 kompanii strzeleckiej – kpt. Leon Alfred Karczewski
  - dowódca 1 kompanii ckm –
- dowódca II batalionu (II/94 pp rez.) – mjr Kazimierz II Mazurkiewicz (obsada w artykule o 94 pp rez.)
- dowódca III batalionu (batalion marszowy 36 pp LA) – mjr dypl. Czesław Szymkiewicz
  - dowódca 7 kompanii strzeleckiej – por. rez. Stefan Askanas
  - dowódca 8 kompanii strzeleckiej – por. Marian Wacław Grieenfield (b. dca k sztab. 28 DP)
  - dowódca 9 kompanii strzeleckiej – ppor. rez. Stanisław Leśniewski
  - dowódca 3 kompanii ckm – ppor. rez. Józef Śmigielski